# 람지트 라그하브
람지트 라그하브(Ramjit Raghav, 1916년 ~ 2020년 2월 11일)는 인도의 남성으로 여러 언론 매체에서 세계 최고령 아버지라고 주장했다. 그는 하리아나에서 아내와 함께 살았다. 그는 94세에 아내와 첫 아이를 가졌다고 주장했다. 그는 96세에 두 번째 아이를 낳았다. 하루에 세 번 정도 성관계를 한다고 주장한 채식주의자인 라그하브는 2012년 11월 동물 윤리적 처우를 위한 사람들(PETA)의 대사로 임명되었다.